# Latomia dei Cappuccini

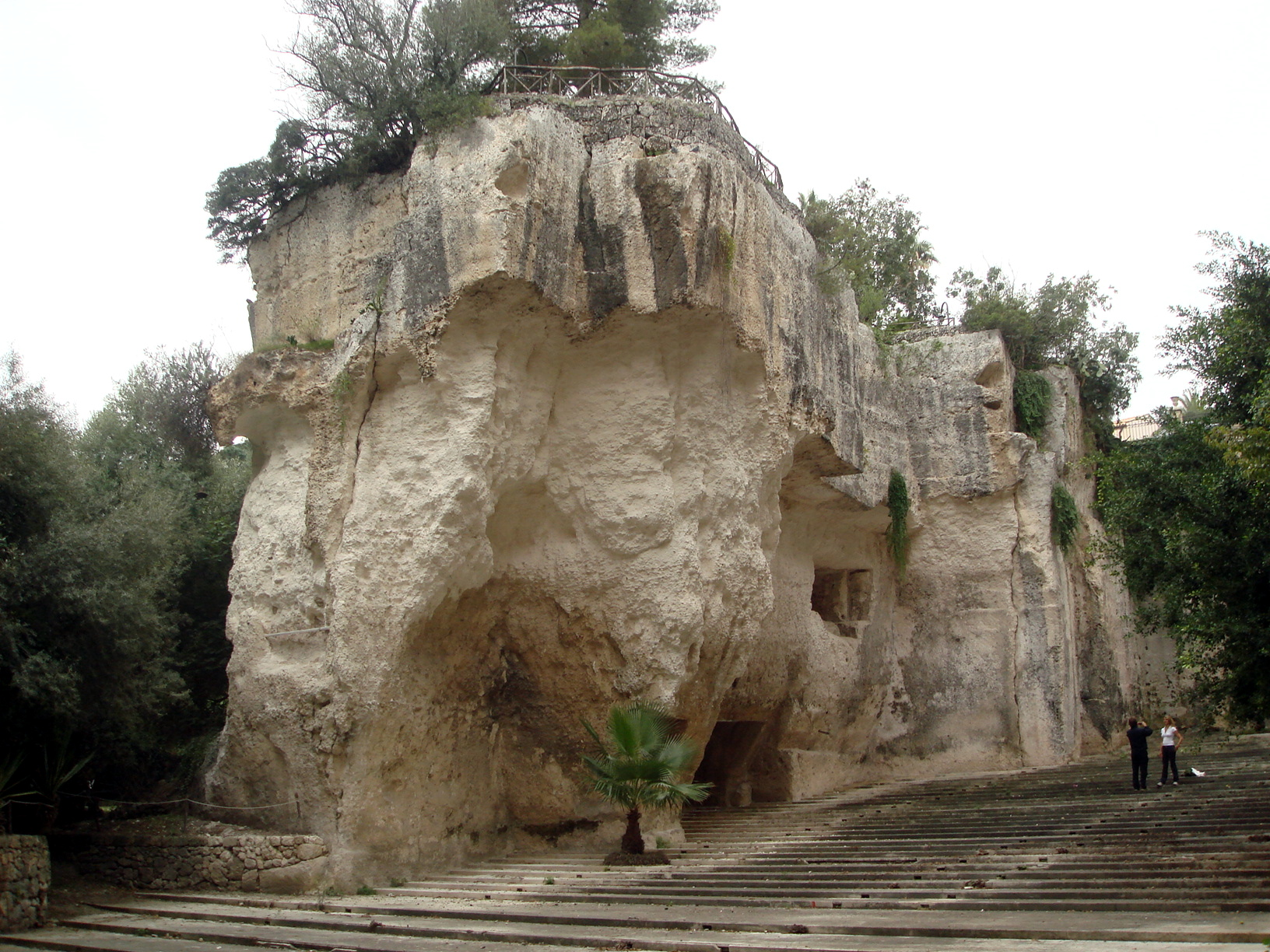
Uno scorcio della Latomia.

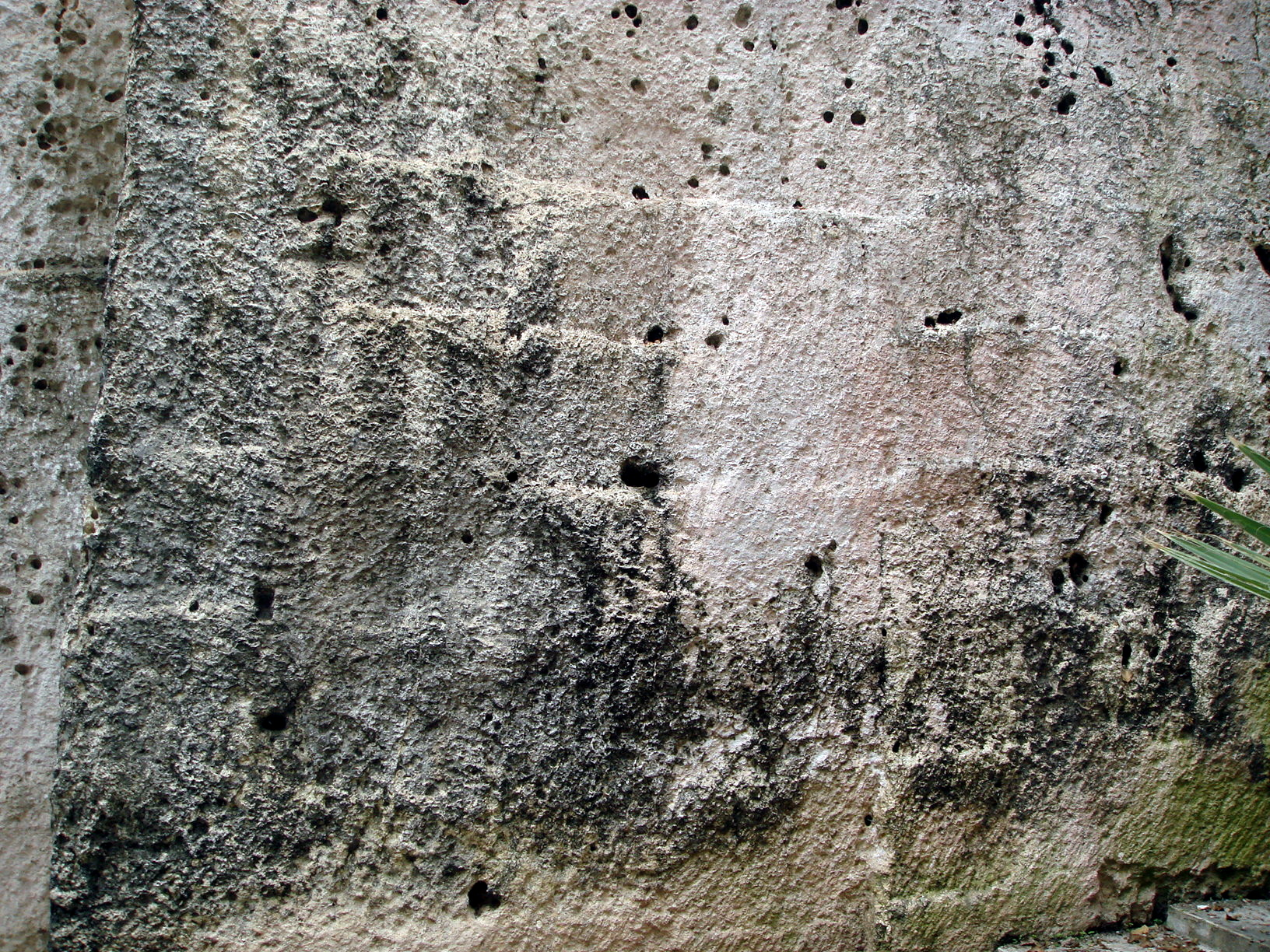
I segni dell'attività estrattiva sulle pareti della Latomia.

La Latomia dei Cappuccini è la più grande tra le latomie di Siracusa, in lingua siciliana essa viene anche chiamata sibbia.

## Storia
Fu utilizzata sin dal VI secolo a.C. come cava per arricchire la città di monumenti e abitazioni. Tra le prime testimonianze del luogo Ippolito di Roma nella Refutatio contra omnes haereses scrive che per Senofane, ...a Siracusa, nelle latomie, si sono trovate impronte di pesci e di foche.

Dopo la vittoria di Siracusa sulle truppe ateniesi, i soldati catturati furono rinchiusi e lasciati morire all'interno delle latomie, tra cui quella dei Cappuccini (413 a.C.). Ecco la descrizione di Tucidide: 
(La guerra del Peloponneso, VII, 87)
Sono visibili anche tracce di un utilizzo successivo all'epoca greca (ipogei) come luogo di culto e necropoli pagana e cristiana.
Nell'827 durante l'assedio di Siracusa da parte del generale persiano Asad ibn al-Furat la latomia viene utilizzata come luogo di accampamento per le truppe musulmane assedianti.
Alla fine del Cinquecento la latomia fu integrata al sovrastante convento di frati, da cui poi prese definitivamente il nome, ceduta dall'allora Università di Siracusa. Da quell'epoca fu sfruttata come orto per gli usi del convento, creato il giardino e un sistema di irrigazione.
Nel 1625 Pietro Della Valle visita le latomie lasciandone una delle prime descrizioni del luogo:
()

### La latomia come meta del Grand Tour
Dalla seconda metà del Settecento sino alla fine dell'Ottocento Siracusa entrò nel circuito del Grand Tour. I molteplici viaggiatori che si susseguirono lasciavano resoconti estasiati in merito a questo luogo. Patrick Brydone nel XVIII secolo ne fa la seguente descrizione:
(Patrick Brydone, A tour trough Sicily and Malta)

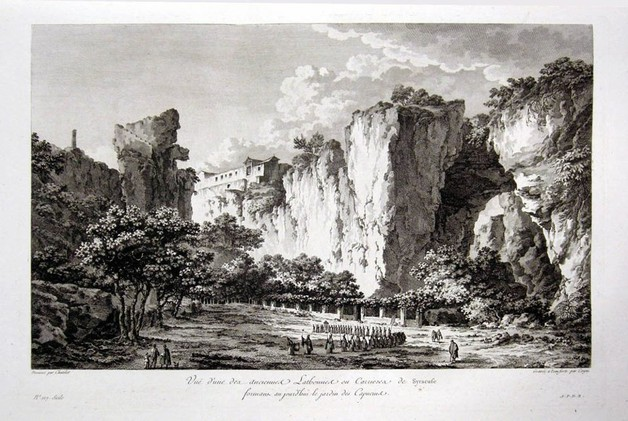
Incisione di Claude-Louis Châtelet del XVIII secolo

Molto interessante anche la descrizione di Vivant Denon che visitò la latomia nel 1778 il quale parla anche di un anfratto roccioso simile all'Orecchio di Dioniso ma di caratteristiche indubbiamente minori: 
A l'égard des habitants de ce jardin si extraordinaire, ils se contentent de compter chaque jour leurs oranges, et ce qu'ils pourront les vendre , sans jamais s'être avisés de lever les\ yeux pour savoir si la roche suspendue menace leur tête, ou de respirer l'odeur de la fleur d'orange.
J'y retrouvai une autre oreille de Denys , qui, moins bien faite , ou détruite ensuite par de nouvelles excavations, n'a pu acquérir aucune célébrité.»
Lì ho trovato un altro orecchio di Dionisio, che, meno ben fatto o distrutto da nuovi scavi, non poteva acquistare nessuna celebrità.»
(Dominique Vivant Denon Voyage en Sicilie)
(Guy de Maupassant, Viaggio in Sicilia)

### L'epoca moderna
Nel 1868 l'intero complesso delle latomie divenne di proprietà pubblica e acquisito dal Comune di Siracusa a seguito della legge sulla confisca dei beni ecclesiastici. Solo all'inizio del Novecento l'area fu aperta al pubblico e destinata a giardino grazie alla realizzazione di infrastrutture, tra cui anche un piccolo teatro all'aperto, la suddivisione in aiuole e l'impianto di diverse specie ornamentali. A seguito di un crollo che interessò parte della Latomia, negli anni sessanta fu chiusa al pubblico per motivi di sicurezza e lasciata in abbandono.
Negli ultimi anni, dopo una serie di lavori di consolidamento e di sistemazione, tutta la Latomia è stata riaperta al pubblico grazie all'intervento di Italia Nostra Siracusa che ha reso fruibile il sito. Attualmente il sito è in attesa di lavori di consolidamento per la fruizione. D'estate è occasionalmente aperta al pubblico.
La latomia dei Cappuccini è interessata ogni anno da una serie di manifestazioni culturali intitolate LatomiArte, grazie alla presenza di un sito suggestivo e alla sua importanza storico-culturale.

## Curiosità
Negli anni sessanta la Latomia dei Cappuccini venne utilizzata per la manifestazione canora Diapason d'oro nella parte dove sorge il "teatro di verdura", una scalinata che si presta alla messa in scena di spettacoli.